# 弘前学院外人宣教師館

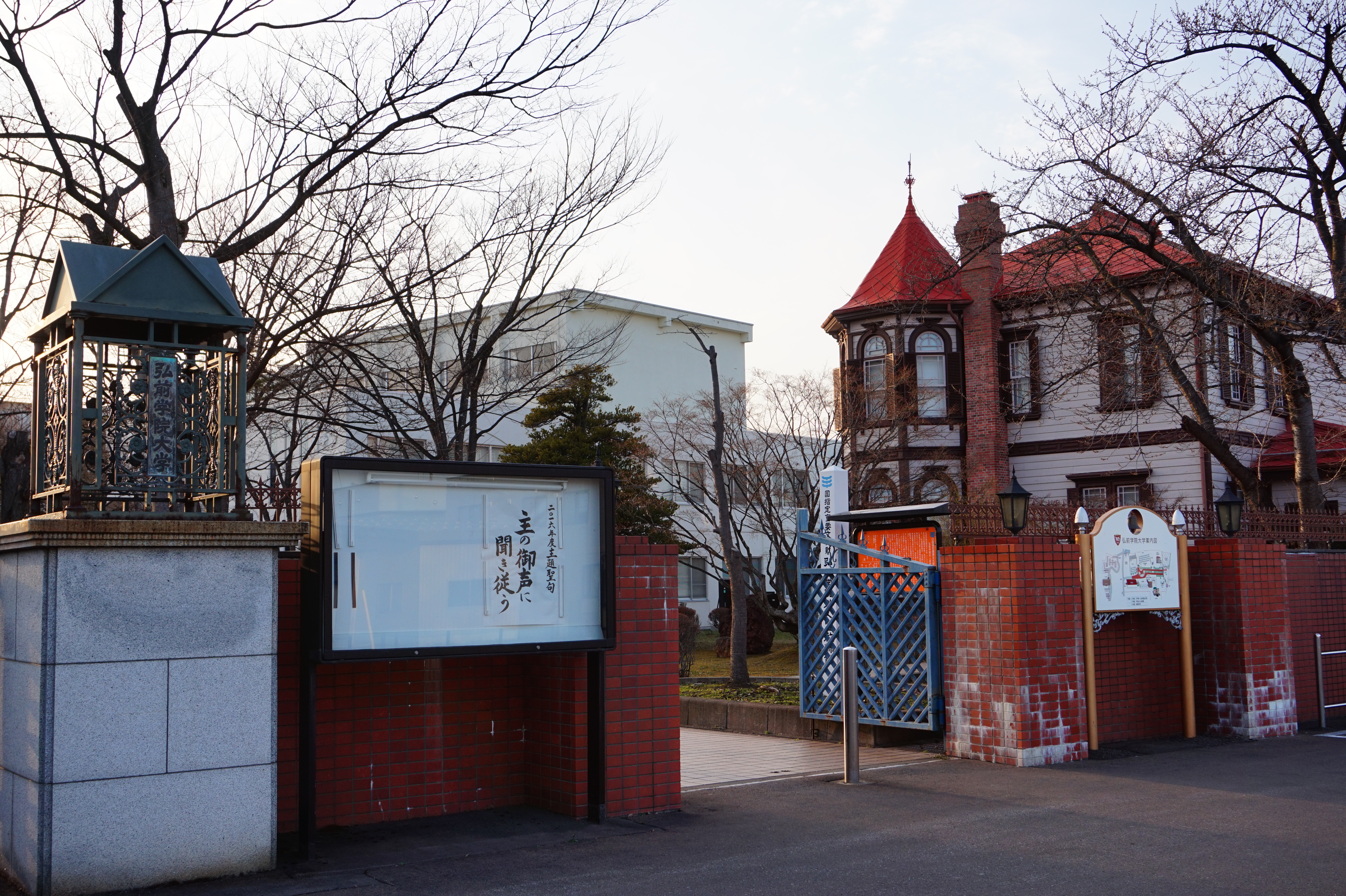
右の建物（2016年撮影）

弘前学院外人宣教師館（ひろさきがくいんがいじんせんきょうしかん）は、青森県弘前市にある歴史的建造物。1906年（明治39年）、弘前女学校（現：弘前学院大学）にアメリカ婦人伝道局から派遣されたメソジスト派の婦人宣教師の宿舎として建設されたもので、2004年（平成16年）からは同校の資料館として保存・一般公開されている。1978年（昭和53年）国の重要文化財に指定された。

## 概要
1906年（明治39年）に建設された当館は、木造2階建てで、南西隅に配置された八角形の尖塔が特徴的な建築物である。館内は下足で1階集会室は畳敷きとなっているなど日本の様式も見られるが、屋根はトラス構造となっており、尖塔先端の突針飾りや尖塔脇の煉瓦積煙突、淡黄色の下見板壁に葡萄色の柱や土台、また半円形の欄間窓など、全体的には西洋館が強くイメージされた意匠となっている。なお、設計者は櫻庭駒五郎と言われているが、意匠や構造手法、駒五郎の遺物等から、アメリカのメソジスト本部で設計されたものを駒五郎が日本の大工が施工できるように設計図を描き直したものという説もある。
当館は、1970年（昭和45年）から6箇年をかけたキャンパス移転当時には老朽化が激しく解体除去される予定となっていたが、保存の声の高まりや文化財としての価値が認められ国の重要文化財に指定されたことを受けて、1978年（昭和53年）から3か年をかけて現在地に移築・修復され本部として利用され、2004年（平成16年）からは弘前学院資料館として保存されるとともに創立以来の史料や所蔵文庫等が一般展示されている。

## 建築概要
- 設計 – 櫻庭駒五郎（アメリカのメソジスト本部という説もある）
- 竣工 - 1906年（明治39年）
- 構造・規模 - 木造2階建て寄棟屋根亜鉛鉄板葺き、木造2階建て尖塔付き
- 所在地 - 〒036-8577  青森県弘前市稔町13-1（弘前学院大学内）
- 備考 – 国の重要文化財（1978年（昭和53年）1月指定）

## 交通アクセス
- 奥羽本線 弘前駅 からバスで10分、第三中学校前下車、徒歩10分
- 弘南鉄道大鰐線 弘前学院大前駅から徒歩5分